# Mike Richter
Michael Thomas Richter, detto Mike (Abington, 22 settembre 1966), è un ex hockeista su ghiaccio statunitense.

## Palmarès

### Olimpiadi
- Argento a Salt Lake City 2002.

### World Cup
- Oro nel 1996.

### Mondiali Juniores
- Bronzo a Hamilton 1986.